# Liomys salvini
El ratón espinoso de Salvin (Liomys salvini) es una especie de roedor de la familia Heteromyidae, nativa de América central y el sur de México.

## Distribución
Su área de distribución incluye Costa Rica, Nicaragua, Honduras, El Salvador y Guatemala en América Central, y Chiapas y Oaxaca en México. Su rango altitudinal oscila entre zonas bajas y 1500 m s. n. m.